# MINT (economía)

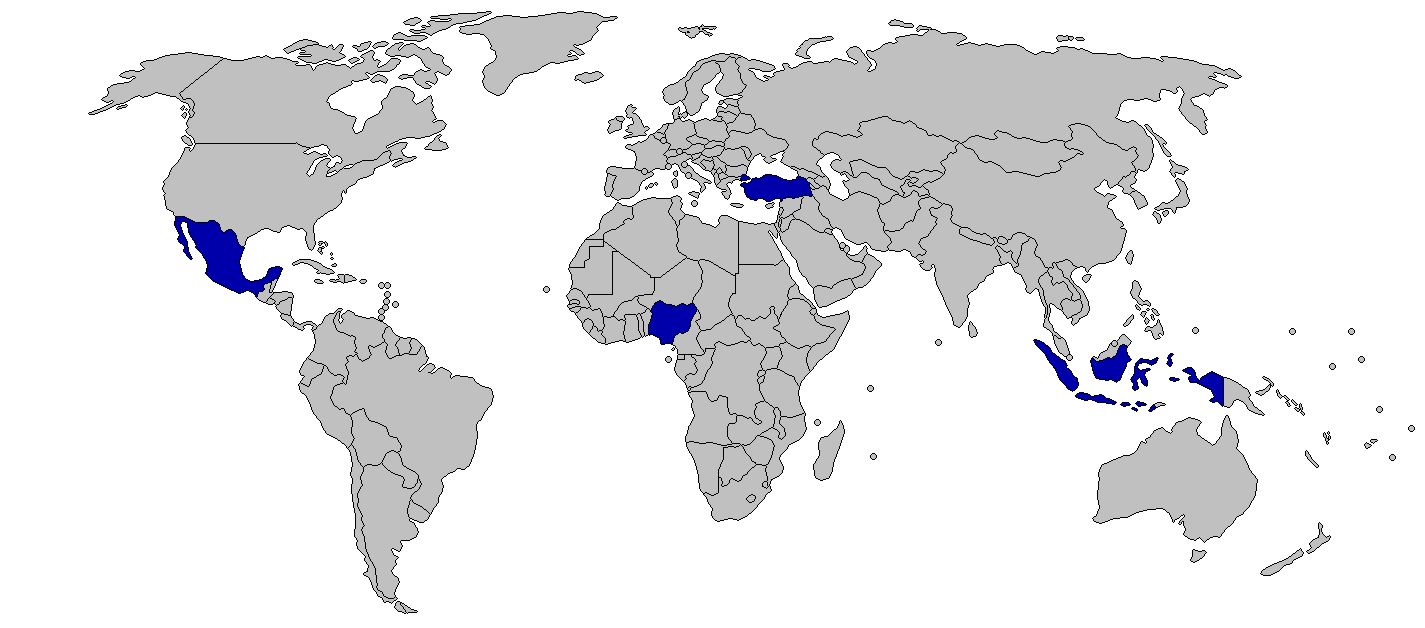
Países que forman el MINT en un mapa

MINT es un acrónimo que se refiere a las economías de México, Indonesia, Nigeria y Turquía. El término fue acuñado originalmente en 2014 por Fidelity Investments, una empresa de gestión de activos con sede en Boston, y fue popularizado por Jim O'Neill de Goldman Sachs, quien creó el término BRIC. El término se usa principalmente en las esferas económica y financiera, así como en la academia. Su uso ha crecido especialmente en el sector de inversión, donde se utiliza para referirse a los bonos emitidos por estos gobiernos. Estos cuatro países también forman parte de los "próximos once".

## Datos por país
| País      | Población   | PIB (PPA) (2014)      | PIB (nominal) (2014)  | PIB per cápita (PPA) (2014) | PIB per cápita (nominal) (2014) | Exportaciones (2014)  | Importaciones (2014)  | Comercio (2014)       | IDH (2018) |
| --------- | ----------- | --------------------- | --------------------- | --------------------------- | ------------------------------- | --------------------- | --------------------- | --------------------- | ---------- |
| México    | 125.385.833 | $2.125,3 mil millones | $1.282,7 mil millones | $16.949,70                  | $10.230,20                      | $427,894 mil millones | $477,260 mil millones | $905,154 mil millones | 0,767      |
| Indonesia | 254.454.778 | $2.676,1 mil millones | $888,5 mil millones   | $10.517,00                  | $3.491,90                       | $200,953 mil millones | $231,576 mil millones | $432,529 mil millones | 0,707      |
| Nigeria   | 177.475.986 | $1.049,1 mil millones | $568,5 mil millones   | $5.911,20                   | $3.203,30                       | $91,530 mil millones  | $80,160 mil millones  | $171,690 mil millones | 0,534      |
| Turquía   | 75.932.348  | $1.459,9 mil millones | $799,5 mil millones   | $19.226,10                  | $10.529,60                      | $223,761 mil millones | $271,384 mil millones | $495,145 mil millones | 0,806      |

Datos de las columnas 2 a 9 del Banco Mundial. Datos de IDH del Programa de las Naciones Unidas para el Desarrollo.